# Gusztáv henceg
A Gusztáv henceg a Gusztáv című rajzfilmsorozat első évadának tizenhetedik epizódja.

## Rövid tartalom
Gusztáv örökösen henceg horgásztudományával, bizonyítani azonban nem tud.

## Alkotók
- Írta, tervezte és rendezte: Temesi Miklós
- Zenéjét szerezte: Kovács Béla
- Operatőr: Klausz Alfréd
- Hangmérnök: Horváth Domonkos
- Vágó: Czipauer János
- Háttér: Szállás Gabriella
- Rajzolták: Kaszner Margit, Vörös Gizella, Zsilli Mária
- Színes technika: Dobrányi Géza, Kun Irén
- Gyártásvezető: Kunz Román

Készítette a Pannónia Filmstúdió.